# یان چپ
یان چِپ (چکی: Jan Čep; ۳۱ دسامبر ۱۹۰۲ – ۲۵ ژانویهٔ ۱۹۷۳) نویسنده , مترجم اهل کشور چکسلواکی بود.